# Euthalia delmana
Euthalia delmana är en fjärilsart som beskrevs av Swinhoe 1893. Euthalia delmana ingår i släktet Euthalia och familjen praktfjärilar. Inga underarter finns listade i Catalogue of Life.